# 迪金斯 (密蘇里州)
迪金斯（英語：Diggins）是位於美國密蘇里州韋伯斯特縣的村。

## 人口
根據2020年美國人口普查的數據，迪金斯的面積為2.51平方千米，皆為陸地。當地共有人口305人，而人口密度為每平方千米122人。